# Andrea Camilleri

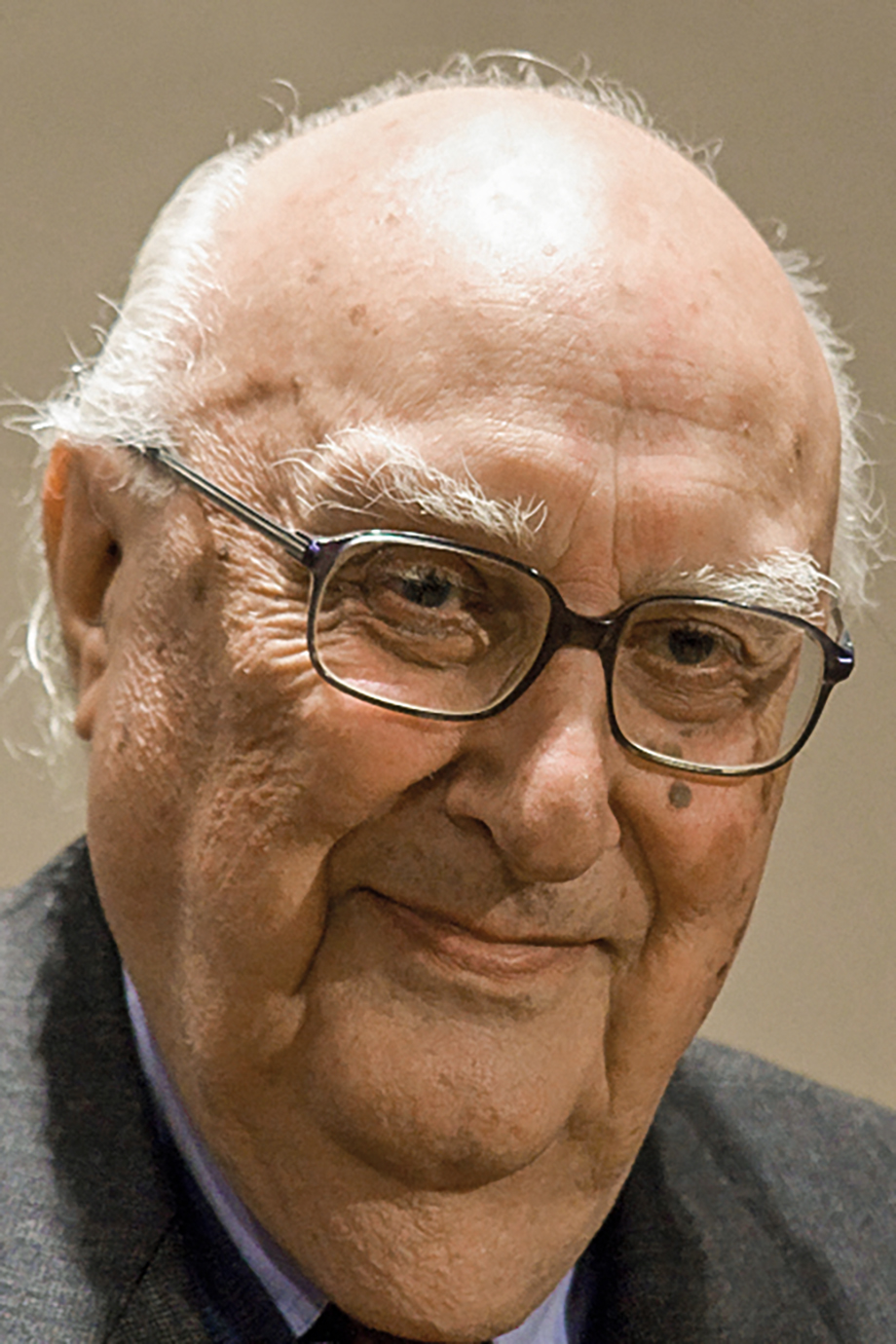
Andrea Camilleri (2010)

Andrea Camilleri (* 6. September 1925 in Porto Empedocle, Sizilien; † 17. Juli 2019 in Rom) war ein italienischer Drehbuchautor, Theater- und Fernsehregisseur und Schriftsteller. Seine
erfolgreichste Romanfigur ist der sizilianische Commissario Montalbano, den er nach dem spanischen Schriftsteller Manuel Vázquez Montalbán benannte. Die Kriminalromane mit Commissario Montalbano wurden in 30 Sprachen übersetzt und machten Camilleri international bekannt. Insgesamt verfasste Camilleri mehr als 100 Bücher und galt als eine kritische Stimme in der italienischen Gegenwartsliteratur.

## Leben
1942 begann der in Porto Empedocle (Provinz Agrigent) aufgewachsene Camilleri für Theater und Rundfunk als Regisseur zu arbeiten. Er machte sich damit verdient, Werke von August Strindberg, Samuel Beckett, Eugène Ionesco und T. S. Eliot in Italien einzuführen.
In einer kleinen, von Giuseppe Ungaretti zusammengestellten Anthologie erschienen die ersten Gedichte des Zwanzigjährigen, der zudem auch Erzählungen und Artikel für Zeitschriften verfasste.
Mit einer kleinen Unterbrechung unterrichtete er von 1958 bis 1970 am Centro Sperimentale di Cinematografia in Rom. Von 1977 bis 1997 war er Professor an der Nationalakademie der Dramatischen Künste „Silvio D’Amico“. Dort hielt er Seminare und Kurse über Regie und Autorenschaft in Italien und im Ausland.
1978 erschien mit dem bereits 1968 verfassten Il corso delle cose (dt. 2002 als Hahn im Korb) sein erster Roman. Für viele seiner späteren Bücher erhielt Camilleri Preise wie 1980 den Premio Gela, den Premio Vittorini und 1999 den Premio Elsa Morante. Im Jahr 1994 begann er die erfolgreiche Serie der Kriminalromane mit Commissario Montalbano. Seine erste internationale Auszeichnung erhielt er 2012 mit dem Dagger Award – Kategorie International Dagger von der britischen Crime Writers’ Association (CWA) für Potter’s Field (Original: Il campo del vasaio; dt. Das Ritual der Rache).
Camilleri war verheiratet, hatte drei Töchter und vier Enkel und lebte in Rom. Am 17. Juni 2019 musste Camilleri nach einem Herzstillstand in einem Krankenhaus in Rom reanimiert werden. Dort starb er am 17. Juli 2019 im Alter von 93 Jahren.

## Werke

### Kriminalromane mit Commissario Montalbano
Diese Übersicht führt (außerhalb der Nummerierung) auch einige Sammlungen kurzer Erzählungen auf. Eine systematische, vollständige Übersicht aller Montalbano-Kriminalerzählungen, z. T. mit Inhaltsangaben, findet man auf www.buecherrezensionen.org.
| Nr. | Originaltitel (Erscheinungsjahr)                                                               | Deutscher Titel (Erscheinungsjahr)                                                           | ISBN                   |
| --- | ---------------------------------------------------------------------------------------------- | -------------------------------------------------------------------------------------------- | ---------------------- |
| 01  | La forma dell’acqua (1994)                                                                     | Die Form des Wassers (1999) [a]                                                              | ISBN 978-3-7857-1509-3 |
| 02  | Il cane di terracotta (1996)                                                                   | Der Hund aus Terracotta (1999) [b]                                                           | ISBN 978-3-7857-1510-9 |
| 03  | Il ladro di merendine (1996)                                                                   | Der Dieb der süßen Dinge (2000) [b]                                                          | ISBN 978-3-7857-1513-0 |
| 04  | La voce del violino (1997)                                                                     | Die Stimme der Violine (2000) [b]                                                            | ISBN 978-3-7857-1518-5 |
| -   | Un mese con Montalbano (Kurzgeschichten, 1998)                                                 | Das Paradies der kleinen Sünder (2001) [b]                                                   | ISBN 978-3-7857-1520-8 |
| -   | Gli Arancini di Montalbano (Kurzgeschichten, 1999)                                             | Die Nacht des einsamen Träumers (2002) [b]                                                   | ISBN 978-3-7857-1529-1 |
| 05  | La gita a Tindari (2000)                                                                       | Das Spiel des Patriarchen (2001) [b]                                                         | ISBN 978-3-7857-1525-3 |
| 06  | L’odore della notte (2001)                                                                     | Der Kavalier der späten Stunde (2002) [b]                                                    | ISBN 978-3-7857-1533-8 |
| -   | La paura di Montalbano (Kurzgeschichten, 2002)                                                 | Die Rache des schönen Geschlechts (2004) [b]                                                 | ISBN 978-3-7857-1540-6 |
| 07  | Il giro di boa (2003)                                                                          | Das kalte Lächeln des Meeres (2004) [b]                                                      | ISBN 978-3-7857-1549-9 |
| -   | La prima indagine di Montalbano (Kurzgeschichten, 2004)                                        | Der falsche Liebreiz der Vergeltung (2005) [b]                                               | ISBN 978-3-7857-1565-9 |
| 08  | La pazienza del ragno (2004)                                                                   | Die Passion des stillen Rächers (2006) [b]                                                   | ISBN 978-3-7857-1581-9 |
| 09  | La luna di carta (2005)                                                                        | Die dunkle Wahrheit des Mondes (2007) [c]                                                    | ISBN 978-3-7857-1601-4 |
| 10  | La vampa d’agosto (2006)                                                                       | Die schwarze Seele des Sommers (2008) [c]                                                    | ISBN 978-3-7857-1617-5 |
| 11  | Le ali della sfinge (2006)                                                                     | Die Flügel der Sphinx (2009) [c]                                                             | ISBN 978-3-7857-2378-4 |
| 12  | La pista di sabbia (2007)                                                                      | Die Spur des Fuchses (2010) [c]                                                              | ISBN 978-3-7857-2395-1 |
| 13  | Il campo del vasaio (2008)                                                                     | Das Ritual der Rache (2012) [c]                                                              | ISBN 978-3-7857-2431-6 |
| 14  | L’età del dubbio (2008)                                                                        | Die Tage des Zweifels (2013) [d]                                                             | ISBN 978-3-7857-2466-8 |
| -   | La finestra sul cortile, in Racconti di Montalbano (Kurzgeschichte, 2008)                      | (noch nicht übersetzt erschienen)                                                            | -                      |
| 15  | La danza del gabbiano (2009)                                                                   | Der Tanz der Möwe (2014) [d]                                                                 | ISBN 978-3-7857-2499-6 |
| 16  | La caccia al tesoro (2010)                                                                     | Das Spiel des Poeten (2015) [d]                                                              | ISBN 978-3-7857-2535-1 |
| -   | Acqua in bocca (2010), Co-Autor: Carlo Lucarelli                                               | Das süße Antlitz des Todes: Ein Fall für Commissario Montalbano und Grazia Negro. (2011) [c] | ISBN 978-3-463-40611-4 |
| 17  | Il sorriso di Angelica (2010)                                                                  | Das Lächeln der Signorina (2015) [d]                                                         | ISBN 978-3-7857-2544-3 |
| 18  | Il gioco degli specchi (2011)                                                                  | Das Labyrinth der Spiegel (2016) [d]                                                         | ISBN 978-3-7857-2564-1 |
| 19  | Una lama di luce (2012)                                                                        | Die Spur des Lichts (2017) [d]                                                               | ISBN 978-3-7857-2586-3 |
| 20  | Una voce di notte (2012)                                                                       | Eine Stimme in der Nacht (2018) [d]                                                          | ISBN 978-3-7857-2612-9 |
| 21  | Un covo di vipere (2013)                                                                       | Das Nest der Schlangen (2019) [d]                                                            | ISBN 978-3-7857-2627-3 |
| -   | Notte di Ferragosto, in Ferragosto in giallo (Kurzgeschichte, 2013)                            | (noch nicht übersetzt erschienen)                                                            | -                      |
| 22  | La piramide di fango (2014)                                                                    | Das Bild der Pyramide (2020) [d]                                                             | ISBN 978-3-7857-2655-6 |
| -   | Morte in mare aperto e altre indagini del giovane Montalbano (2014) (8 Kurzromane à 4 Kapitel) | Der ehrliche Dieb (2015) [d]                                                                 | ISBN 978-3-7857-2554-2 |
| 23  | La giostra degli scambi (2015)                                                                 | Das Karussell der Verwechslungen (2021) [d]                                                  | ISBN 978-3-7857-2701-0 |
| 24  | L’altro capo del filo (2016)                                                                   | Das Ende des Fadens (2022) [d]                                                               | ISBN 978-3-7857-2752-2 |
| 25  | La rete di protezione (2017)                                                                   | Die Botschaft der verborgenen Bilder (2023) [d]                                              | ISBN 978-3-7857-2806-2 |
| -   | La calza della befana, in Un anno in giallo (Kurzgeschichte, 2017)                             | (noch nicht übersetzt erschienen)                                                            | -                      |
| 26  | Il metodo Catalanotti (2018)                                                                   | Ein tiefer Blick in die Seele (2023) [d]                                                     | ISBN 978-3-7857-2856-7 |
| -   | Ventiquattr’ore di ritardo, in Una giornata in giallo (Kurzgeschichte, 2018)                   | (noch nicht übersetzt erschienen)                                                            | -                      |
| 27  | Il cuoco dell’Alcyon (2019)                                                                    | Die Mission des Kochs (2024) [d]                                                             | ISBN 978-3-7577-0018-8 |
| 28  | Riccardino (2020)                                                                              | Riccardino (2025) [d]                                                                        | ISBN 978-3-7577-0099-7 |

[a] Übersetzt von Schahrzad Assemi, [b] übersetzt von Christiane von Bechtolsheim, [c] übersetzt von Moshe Kahn, [d] übersetzt von Rita Seuß und Walter Kögler

### Andere Werke
- I teatri stabili in Italia (1898–1918) (1959, bisher unübersetzt)
- Il corso delle cose, 1978
  - Hahn im Korb, dt. von Monika Lustig, Piper, München, Zürich 2005, ISBN 978-3-492-24531-9
- Un filo di fumo, Roman, 1980
  - Das launische Eiland, dt. von Monika Lustig, Piper, München, Zürich 2001, ISBN 978-3-492-27020-5
- La strage dimenticata, Erzählung, 1984 und La bolla di componenda, Erzählung, 1993
  - Eine Sache der Ehre, dt. von Monika Lustig, Piper, München, Zürich 2002, ISBN 978-3-492-04422-6
- La stagione della caccia Roman, 1992
  - Jagdsaison, dt. von Monika Lustig, Piper, München, Zürich 2001, ISBN 978-3-492-27013-7
- Il gioco della mosca, Erzählungen, 1995
  - Fliegenspiel, dt. von Moshe Kahn, Wagenbach, Berlin 2000, ISBN 978-3-8031-1190-6
- Il birraio di Preston, Roman, 1995 (angelehnt an Il birraio di Preston von Luigi Ricci)
  - Die sizilianische Oper, dt. von Monika Lustig, Piper, München, Zürich 2001, ISBN 978-3-492-27002-1
- La concessione del telefono, Roman, 1998
  - Der unschickliche Antrag, dt. von Moshe Kahn, Wagenbach, Berlin 1998, ISBN 978-3-8031-3143-0
- La mossa del cavallo, Roman, 1999
  - Die Mühlen des Herrn, dt. von Moshe Kahn, Wagenbach, Berlin 2000, ISBN 978-3-8031-3148-5
- La scomparsa di Patò, Historischer Kriminalroman, 2000
  - Der zweite Kuss des Judas, dt. von Christiane von Bechtolsheim, Lübbe, Bergisch Gladbach 2003, ISBN 978-3-7857-1536-9
- Biografia del figlio cambiato, Romanbiografie Luigi Pirandellos, 2000
  - Der vertauschte Sohn, dt. von Moshe Kahn, Wagenbach, Berlin 2001, ISBN 978-3-8031-3159-1
- Favole del tramonto (2000, bisher unübersetzt)
- La testa ci fa dire: dialogo con Andrea Camilleri (2000, bisher unübersetzt)
- Racconti quotidiani, Erzählungen, 2001
  - Neuigkeiten aus dem Paradies, dt. von Christiane von Bechtolsheim, Lübbe, Bergisch Gladbach 2005, ISBN 978-3-7857-1554-3)
- Il re di Girgenti, Roman, 2001
  - König Zosimo, dt. von Moshe Kahn, Wagenbach, Berlin 2003, ISBN 978-3-8031-3178-2
- Gocce di Sicilia (2001, bisher unübersetzt)
- La parole raccontate - Piccolo dizionario dei termini teatral (2001, bisher unübersetzt)
- L’ombrello di Noè (2002, bisher unübersetzt)
- La linea della palma: Saverio Lodato fa raccontare Andrea Camilleri (2002, bisher unübersetzt)
- Dieci favole politicamente scorrette dedicate al Cavaliere d'Iliata dall'autore del "Commissario Montalbano": Il bene pubblico / Faust 2001 / L'incorreggibile / I Vangeli dei due Apostoli / Gli scheletri / Favola vera / Il Cavaliere e la morte / Il Cavaliere e la mela / Il Cavaliere e la volpe / Il pelo, non il vizio online erschienen 2002 auf www.manipulite.it/micromega
- Le inchieste del Commissario Collura, Erzählungen, 2002
  - Die Ermittlungen des Commissario Collura, dt. von Moshe Kahn, Wagenbach, Berlin, 2003, ISBN 978-3-8031-2476-0)
- La presa di Macallè, Roman, 2003
  - Der zerbrochene Himmel, dt. von Moshe Kahn,  Piper, München, Zürich 2005, ISBN 978-3-492-04680-0
- Teatro (2003, bisher unübersetzt)
- Romanzi storici e civili (2004, bisher unübersetzt)
- Troppi equivoci, Erzählung, 2005
  - Zu viele Missverständnisse, dt. von Moshe Kahn; in: Ich weiß um deine dunkle Seele, italienische Kriminalerzählungen, herausgegeben von Giancarlo De Cataldo, Lübbe, Bergisch Gladbach, 2006, ISBN 978-3-404-92288-8
- Privo di titolo, Roman, 2005
  - Der Märtyrer im schwarzen Hemd, dt. von Moshe Kahn, Piper, München, Zürich, 2007, ISBN 978-3-492-04883-5
- Il medaglione, Roman, 2005
  - Das Medaillon, dt. von Moshe Kahn, Kindler, Reinbek bei Hamburg 2006, ISBN 978-3-463-40504-9
- La pensione Eva, Roman, 2006
  - Die Pension Eva, dt. von Moshe Kahn, Kindler, Reinbek bei Hamburg 2008, ISBN 978-3-463-40509-4
- Il diavolo: tentatore, innamorato, Erzählung, 2006
  - Der verführerische Teufel, dt. von Moshe Kahn, Rowohlt, Reinbek bei Hamburg 2008, ISBN 978-3-499-24564-0
- Pagine scelte di Luigi Pirandello (2007, bisher unübersetzt)[9]
- Il colore del sole, Ein Caravaggio-Roman, 2007
  - Die Farbe der Sonne, dt. von Moshe Kahn, Kindler, Reinbek bei Hamburg 2010, ISBN 978-3-463-40532-2
- Le pecore e il pastore (2007, bisher unübersetzt)
- Boccaccio – La novella di Antonello da Palermo (2007, bisher unübersetzt)
- Voi non sapete - Gli amici, i nemici, la mafia, il mondo nei pizzini di Bernardo Provenzano, 2007
  - M wie Mafia, dt von Moshe Kahn, Kindler, Reinbek bei Hamburg 2009, ISBN 978-3-463-40557-5
- Maruzza Musumeci, Roman, 2007
  - Die Frau aus dem Meer, dt. von Moshe Kahn, Kindler, Reinbek bei Hamburg 2011, ISBN 978-3-463-40560-5
- Quindici poesie incivili / Cinque poesie incivili / Diciotto poesie incivili veröffentlicht 4/6/8/2008 in MicroMega, online auf https://www.vigata.org/bibliografia/poesieincivili.shtml
- Il tailleur grigio, Roman, 2008
  - Das graue Kleid, dt. von Moshe Kahn, Kindler, Reinbek bei Hamburg 2010, ISBN 978-3-463-40561-2
- Un inverno italiano. Cronache con rabbia 2008–2009 (2009, zusammen mit Saverio Lodato)
- Il cielo rubato, Roman, 2009
  - Der geraubte Himmel, dt. von Christiane von Bechtolsheim, Wagenbach, Berlin 2011, ISBN 978-3-8031-1271-2
- Was ist ein Italiener? (kurze Porträttexte, dt. von Peter Kammerer), Wagenbach, Berlin 201. ISBN 978-3-8031-2630-6
- Il sorriso di Angelica (2010, bisher unübersetzt)
- Il gioco degli specchi (2010, bisher unübersetzt)
- La tripla vita di Michele Sparacino, Roman, 2009
  - Die drei Leben des Michele Sparacino, dt. von Moshe Kahn, List, Berlin 2010, ISBN 978-3-548-60985-0
- Gran Circo Taddei e altre storie di Vigàta (Palermo 2011, bisher unübersetzt)
- La Rizzagliata, Roman, 2009
  - Das Netz der großen Fische, dt. von Moshe Kahn, Lübbe, Bergisch Gladbach 2011, ISBN 978-3-7857-2418-7)
- Il nipote del Negus, Roman, 2010
  - Streng vertraulich, dt. von Sigrid Vagt, Nagel & Kimche, München 2011, ISBN 978-3-312-00468-3
- Il casellante, Roman, 2008
  - Der Bahnwärter, dt. von Moshe Kahn, Kindler, Reinbek bei Hamburg 2012, ISBN 978-3-463-40576-6
- La moneta di Akragas, Roman, 2010
  - Die Münze von Akragas, dt. von Annette Kopetzki, Nagel & Kimche, Zürich 2012, ISBN 978-3-312-00527-7
- Il sonaglio, Roman, 2009
  - Der Hirtenjunge, dt. von Moshe Kahn, Kindler, Reinbek bei Hamburg 2013, ISBN 978-3-463-40605-3
- La setta degli angeli, Roman, 2011
  - Die Sekte der Engel, dt. von Annette Kopetzki, Nagel & Kimche, München 2013, ISBN 978-3-312-00551-2
- Un sabato, con gli amici, Roman, 2009
  - Ein Samstag unter Freunden, dt. von Moshe Kahn, Kindler, Reinbek bei Hamburg 2013, ISBN 978-3-463-40581-0)
- Il diavolo, certamente, 2013
  - Der Teufel, natürlich: perfide Prosa, dt. von Annette Kopetzki, Nagel & Kimche, Zürich 2019, ISBN 978-3-312-01130-8
- Come la penso (2013, bisher unübersetzt)
- La banda Sacco (2013, bisher unübersetzt)
- I racconti di Nené (2014, bisher unübersetzt)
- La rivoluzione della luna, Roman, 2013
  - Die Revolution des Mondes, dt. von Karin Krieger, Nagel & Kimche, Zürich 2014, ISBN 978-3-312-00624-3
- Il tuttomio, Roman, 2013
  - Mein Ein und Alles, dt. von Annette Kopetzki, Kindler, Reinbek bei Hamburg 2014, ISBN 978-3-463-40649-7
- Le vichinghe volanti e altre storie d’amore a Vigàta (2015, bisher unübersetzt)
- La regina di Pomerania, Roman, 2012
  - Romeo und Julia in Vigata, dt. von Annette Kopetzki, Nagel & Kimche, Zürich 2015, ISBN 978-3-312-00647-2
- L’intermittenza, Roman, 2014
  - Aussetzer, dt. von Markus Kayser, Kindler, Reinbek bei Hamburg 2015, ISBN 978-3-463-40616-9
- Donne, Frauenporträts, 2014
  - Frauen, dt. von Annette Kopetzki, Kindler, Reinbek bei Hamburg 2017, ISBN 978-3-463-40669-5
- La relazione, Roman, 2014
  - Die Verlockung, dt. von Karin Krieger, Nagel & Kimche, Zürich 2016, ISBN 978-3-312-00996-1
- La cappella di famiglia e altre storie di Vigàta (2016, bisher unübersetzt)
- Noli me tangere, Roman, 2016
  - Berühre mich nicht, dt. von Annette Kopetzki, Nagel & Kimche, Zürich 2017, ISBN 978-3-312-01034-9
- La targa, Roman, 2015
  - Die Inschrift, dt. von Annette Kopetzki, Kindler, Reinbek bei Hamburg 2018, ISBN 978-3-463-40676-3
- Inseguendo un'ombra, Roman, 2014
  - Jagd nach einem Schatten, dt. von Annette Kopetzki, Nagel & Kimche, Zürich 2018, ISBN 978-3-312-01086-8
- Certi momenti, Roman, 2015
  - Gewisse Momente, dt. von Annette Kopetzki, Kindler, Reinbek bei Hamburg 2019, ISBN 978-3-463-40680-0
- Ora dimmi di te: Lettera a Matilda, 2018
  - Brief an Matilda. Ein italienisches Leben, dt. von Annette Kopetzki, Kindler, Hamburg 2019, ISBN 978-3-463-00002-2)
- I tacchini non ringraziano, 2018
  - Rendezvous mit Tieren. Was sie uns erzählen können, dt. von Annette Kopetzki, Kindler, Hamburg 2021, ISBN 978-3-463-00015-2)
- Km 123, Roman, 2019
  - Kilometer 123, dt. von Annette Kopetzki; Kindler, Hamburg 2020, ISBN 978-3-463-00010-7

### Hörspiele und Hörbücher
Viele Werke Camilleris wurden in Italien als Hörspielfassungen umgesetzt. Auch in Deutschland wurden einige Hörspiele produziert, unter anderem einige Kurzkrimis, sowie die Teile 1 bis 8 der Montalbano-Reihe. Produziert wurden die deutschen Montalbano-Hörspiele vom SWR und DLR, vertrieben wurden sie von Lübbe Audio. Sprecher waren Gerd Wameling als Commissario Montalbano, der in dieser Rolle auch Hörbücher aufnahm, Andreas Pietschmann als Fazio, Frauke Poolman als Livia und Horst Mendroch. Die Musikuntermalung komponiert Henrik Albrecht. Regie führte Leonhard Koppelmann.
- 2000: Die Form des Wassers. (SWR, Regie: Leonhard Koppelmann)
- 2001: Der Hund aus Terracotta. (SWR, Regie: Leonhard Koppelmann)
- 2001: Der Dieb der süßen Dinge. (SWR, Regie: Leonhard Koppelmann)
- 2002: Die Stimme der Violine. (SWR, Regie: Leonhard Koppelmann)
- 2002: Das launische Eiland. AUDIOBUCH Verlag, Freiburg, Hörbuch gesprochen von Frank Arnold, 3 CDs (ungekürzt), ISBN 3-933199-90-5 bzw. ISBN 3-89964-146-9
- 2003: Das Spiel des Patriarchen. (SWR, Regie: Leonhard Koppelmann)
- 2004: Der Kavalier der späten Stunde. (SWR, Regie: Leonhard Koppelmann)
- 2004: Commissario Montalbano e la lettera anonima. Das [interaktive] Hörbuch zum Sprachen lernen mit ausgewählten Kurzgeschichten. digital publishing, München, Textbuch, 1 Audio-CD und 1 CD-Rom. Sprecher Marco Montemarano (enthält: La lettera anonima / Una gigantessa dal sorriso gentile / Il compagno del viaggio / Being here …), ISBN 3-89747-349-6, erschienen 1998 bei Montadori
- 2009: Toter Mann. Der Audio Verlag (DAV) Berlin, Hörspiel mit Gerd Wameling, Udo Schenk u. a. 1 CD 54 Min., ISBN 978-3-89813-812-3 (Erstsendung: 2007 DKultur)
- 2010: Die Spur des Fuchses. Lübbe Audio Köln, Hörbuch gesprochen von Bodo Wolf 4 CDs 254 Min., ISBN 978-3-7857-4371-3
- 2012: Die Münze von Akragas. RADIOROPA Hörbuch, Hörbuch gesprochen von Josef Tratnik, 2 CDs 146 Min (ungekürzt), ISBN 978-3-8368-0644-2
- 2013: Die Sekte der Engel. RADIOROPA Hörbuch, Hörbuch gesprochen von Ronny Great, 1 CD 483 Min (ungekürzt), ISBN 978-3-8368-0703-6
- 2014: Die Revolution des Mondes. RADIOROPA Hörbuch, Hörbuch gesprochen von Ronny Great, 1 CD 525 Min (ungekürzt), ISBN 978-3-8368-0741-8
- 2019: Brief an Matilda. Ein italienisches Leben. GOYA LiT Hamburg, Hörbuch gesprochen von Rolf Nagel, ISBN 978-3-8337-4143-2
- 2021: Rendezvous mit Tieren. Was sie uns erzählen können. GOYALiT 2021, Spielzeit ca. 106 Minuten, 2 CDs. Gesprochen von Hans Löw, ISBN 978-3-8337-4372-6.[10]

### Autobiographisches
- Saverio Lodato: Andrea Camilleri. Mein Leben. (Originaltitel: La Linea Della Palma, 2002) Gespräche. Übersetzt von Monika Lustig. 2005, ISBN 978-3-492-04523-0
- Lorenzo Rossi: Café Vigàta - Andrea Camilleri im Gespräch. (Originaltitel: Caffè Vigàta, 2002) Übersetzt von Moshe Kahn. 2008, ISBN 978-3-7857-1617-5
- Bonina, Gianni Il carico da undici. Le carte di Andrea Camilleri. Intervista – Saggio – Trame Lorenzo Barbera Editore, Siena 2007

## Commissario Montalbano
Salvo Montalbano ist die Hauptfigur der Kriminalromane Andrea Camilleris. Montalbano arbeitet als Commissario in der fiktiven, nach Camilleris Geburtsort Porto Empedocle gestalteten Stadt Vigàta in Sizilien. Die übergeordnete Provinzstadt Montelusa entspricht dem heutigen Agrigento. Während Monte Lusa dort als Flurname nachgewiesen ist, ist der Ortsname Vigàta in Analogie zur sizilianischen Stadt Licata gebildet. Die Zuordnung ist zum Beispiel im Kapitel 5 des Buches Der Dieb der süßen Dinge ersichtlich, wo die real existierende Ortschaft Villaseta in Bezug zu den fiktiven Orten Monte Lusa und Vigàta gesetzt wird.
Zu Beginn der Krimireihe ist Montalbano ein Mann in den Vierzigern; sein Geburtstag ist der 6. September 1950, also genau 25 Jahre nach dem des Autors Camilleri. Typisch für ihn ist seine Vorliebe für die sizilianische Küche (ein Glossar der von ihm geschätzten Gerichte befindet sich im Anhang der deutschen Übersetzungen), für Literatur sowie ein ausgeprägter Sinn für Gerechtigkeit und ein teilweise unkonventionelles Vorgehen. Er ist ein „sbirro nato“ (‚ein geborener Bulle‘), nimmt häufig instinktiv für die Ermittlungen wesentliche Details und Zusammenhänge wahr und erfährt die Lösung des Falles oft wie durch eine spontane Erleuchtung bei der Reflexion trivialer Erfahrungen, die auch ganz außerhalb des Falles liegen können.
Seinen Mitmenschen gegenüber verhält er sich oft launisch und reizbar und ist dabei stark wetterabhängig. Beschreibungen des Wetters werden von Camilleri häufig verwendet, um auch die Stimmung Montalbanos zu beschreiben. Vor allem seine Kollegen und seine Dauerverlobte Livia Burlando aus Boccadasse, einem Stadtteil von Genua, haben unter seinen Launen zu leiden. Seine wichtigsten Kollegen sind sein Stellvertreter Domenico „Mimì“ Augello, Fazio, Gallo, Galluzzo sowie der durch ein einfaches Gemüt ausgezeichnete Catarella.
Montalbano verbindet eine tiefe Zuneigung zu seiner Heimat Sizilien, er reist ungern. Sizilien und seine Eigenheiten kulinarischer, sprachlicher und kultureller Natur sind immer wieder Thema der Bücher. Sprachlich spiegelt sich dies in der Verwendung sizilianischer Ausdrücke und syntaktischer Eigenarten wider. Sizilianische Begriffe werden auch in der deutschen Übersetzung beibehalten und erklärt. Im italienischen Original sind diese Ausdrücke nicht eigens erklärt.
Im Lauf der Buchreihe macht Montalbano in seinem Privatleben als auch in seiner Einstellung zu seiner Arbeit als Polizist eine Entwicklung durch. Neben seiner Beziehung zu Livia, die gekennzeichnet ist durch Streitigkeiten über eine eventuelle Heirat und Kinder, fühlt er sich bisweilen auch zu anderen Frauen hingezogen, so etwa zu der Schwedin Ingrid, die er im ersten Band kennenlernt. Immer öfter wird er vom Alter bzw. der Furcht vor dem Älterwerden geplagt. Er zeigt sich zunehmend angewidert von den gesellschaftlichen Veränderungen, den politischen Verhältnissen sowie der zunehmenden Grausamkeit und Brutalität, die in den Verbrechen zum Vorschein kommen.
Über Montalbano spricht Camilleri aktuelle Probleme Italiens an. In „Das kalte Lächeln des Meeres“ geht er auf das Problem der illegalen Einwanderer und den damit verbundenen Menschenhandel ein und lässt Montalbano auf Grund der Geschehnisse beim G8-Gipfel in Genua über seine Kündigung nachdenken. In anderen Büchern geht es um die Veränderungen der Kriminalität durch das Internet (in „Das Spiel des Patriarchen“) oder Veränderungen innerhalb der Mafia (in „Der Hund aus Terracotta“). Die Montalbano-Krimis zeichnen sich damit durch Gesellschaftskritik aus. So nimmt Montalbano eine ausnehmend kritische Haltung gegenüber dem Handeln Silvio Berlusconis ein, ohne dass dessen Name in den Romanen je genannt wird. Camilleri, der als junger Mann der Kommunistischen Partei Italiens beitrat, äußerte sich bis zu seinem Tod auch außerhalb seiner Schriften zu den politischen Verhältnissen in Italien.
Eine weitere Eigenart der Montalbano-Krimis sind die häufigen literarischen Anspielungen. Bereits der Name Montalbano ist von dem spanischen Krimiautor Montalbán inspiriert, aber auch in den Romanen selbst fallen immer wieder die Namen von Autoren wie William Shakespeare, Luigi Pirandello, William Faulkner oder Edgar Allan Poe sowie Namen ihrer Werke bis hin zu Anspielungen und direkten Zitaten. Besonders ausgeprägt ist dies in „Kavalier der späten Stunde“, wenn sich Montalbano durch die Entwicklungen des Falles an eine Kurzgeschichte Faulkners erinnert fühlt. Diese wird auszugsweise wiedergegeben und der Handlung gegenübergestellt. Auch die Dialoge nehmen bisweilen eine stark an absurdes Theater erinnernde Färbung ein. Inter- und Metatextualität stellen damit eine weitere Besonderheit der Montalbano-Krimis dar, der man auch in anderen Romanen Camilleris begegnet, so etwa in „Die Mühlen des Herrn“.

### Übersetzungen ins Deutsche
Schahrzad Assemi übersetzte den ersten Band der Montalbano-Bücher ins Deutsche, Christiane von Bechtolsheim die nächsten zehn. Danach übernahm Moshe Kahn, der bereits zahlreiche historische Romane Andrea Camilleris ins Deutsche übertragen hatte, diese Aufgabe. Seit „Die Tage des Zweifels“ sind Walter Kögler und Rita Seuß die deutschen Übersetzer der Montalbano-Krimis.

### Sizilianischer Dialekt in der Originalversion
Eine besondere Eigenheit Camilleris ist es, den sizilianischen Dialekt in seinen Romanen zu verwenden. Geschieht das anfangs nur sehr fein dosiert und mit einigen Wörtern und ist dessen Verwendung auch von den Personen abhängig ("einfaches Volk" spricht Dialekt), so wird dies von Roman zu Roman immer stärker auch in die Erzählerbeschreibungen eingebunden. Höhepunkt ist der 2014 erschienene Band Morte in mare aperto, in dem acht Kurzromane enthalten sind, die in den 80er-Jahren spielen. Hier gibt es seitenweise nur Dialektpassagen, sowohl im Dialog als auch in den Beschreibungen des Erzählers.
Während Montalbano mit seinen Untergebenen in den Romanen zunehmend Dialekt spricht, kommuniziert er mit höher gestellten Personen und auch mit seiner aus Norditalien stammenden Lebensgefährtin Livia auf Standarditalienisch. Aber auch hier werden mitunter typische Sizilianismen eingebaut, wie 'travagliare', 'taliare' oder 'accattare' für standarditalienisch 'lavorare', 'guardare' und 'comprare' ('arbeiten', 'schauen' bzw. 'kaufen'). Auffällig ist auch die Verwendung des sizilianischen präpositionalen Akkusativs in manchen standarditalienischen Textpassagen. Der Polizist Catarella etwa spricht stets im Dialekt, und bei seinen Anstrengungen, Standarditalienisch zu sprechen, unterlaufen ihm etliche Fehler und Hyperkorrektismen. In der Übersetzung der Romane geht diese spezifische Eigenheit verloren, die den Romanen auch Authentizität verleihen.
| Sizilianisch | Italienische Rohübersetzung zum Vergleich | Deutsche Rohübersetzung zum Vergleich |
| --- | --- | --- |
| Quanno che arrivò ’n trattoria, sò patre era già assittato a un tavolino conzato per dù e l’aspittava talianno la tilevisioni la quali diciva che oramà il Papa, pur essenno ancora in prognosi riservata, era del tutto fora dal pricolo di vita. | Quando arrivò in trattoria, suo padre era già seduto ad un tavolino apparecchiato per due e l’aspettava guardando la televisione che diceva che ormai il Papa, pur essendo ancora in prognosi riservata, era del tutto fuori dal pericolo di vita. | Als er im Gasthaus ankam, saß sein Vater schon an einem für zwei gedeckten Tisch und erwartete ihn, während er Fernsehen guckte, wo gesagt wurde, dass mittlerweile der Papst, obwohl sein Gesundheitszustand immer noch ernst war, gänzlich außer Lebensgefahr war. |
| Girlando Pitrella che, andato a trovare la mogliere in casa di Gisuè, s’era dovuto allettare per una botta di tirzana. Il re di Girgenti Sellerio editore, Palermo 2001, pag. 222                                                                  | Girlando Pitrella che, andato a trovare la moglie in casa di Gisuè, s’era dovuto coricare al letto per un attacco di malaria. | Girlando Pitrella, der seine Frau im Hause Gisuè aufsuchte, musste sich wegen eines Malariaanfalls ins Bett legen. |
| S’ammuciava le minne con un vrazzo e la natura con una mano. Il re di Girgenti Sellerio editore, Palermo 2001, pag. 15 | Si copriva il seno con un braccio ed il pube con una mano. | Sie bedeckte ihre Brüste mit einem Arm und ihre Scham mit einer Hand. |
| Io sono in testa alla società che fornisce gli spalloni portuali. Il birraio di Preston Sellerio editore, Palermo 2004, 34. Auflage, pag. 163 | Io comando la società che mette a disposizione gli scaricatori portuali. | Ich bin Chef der Gesellschaft, die die Hafenarbeiter zur Verfügung stellt. |

## FernsehserieIl Commissario Montalbano

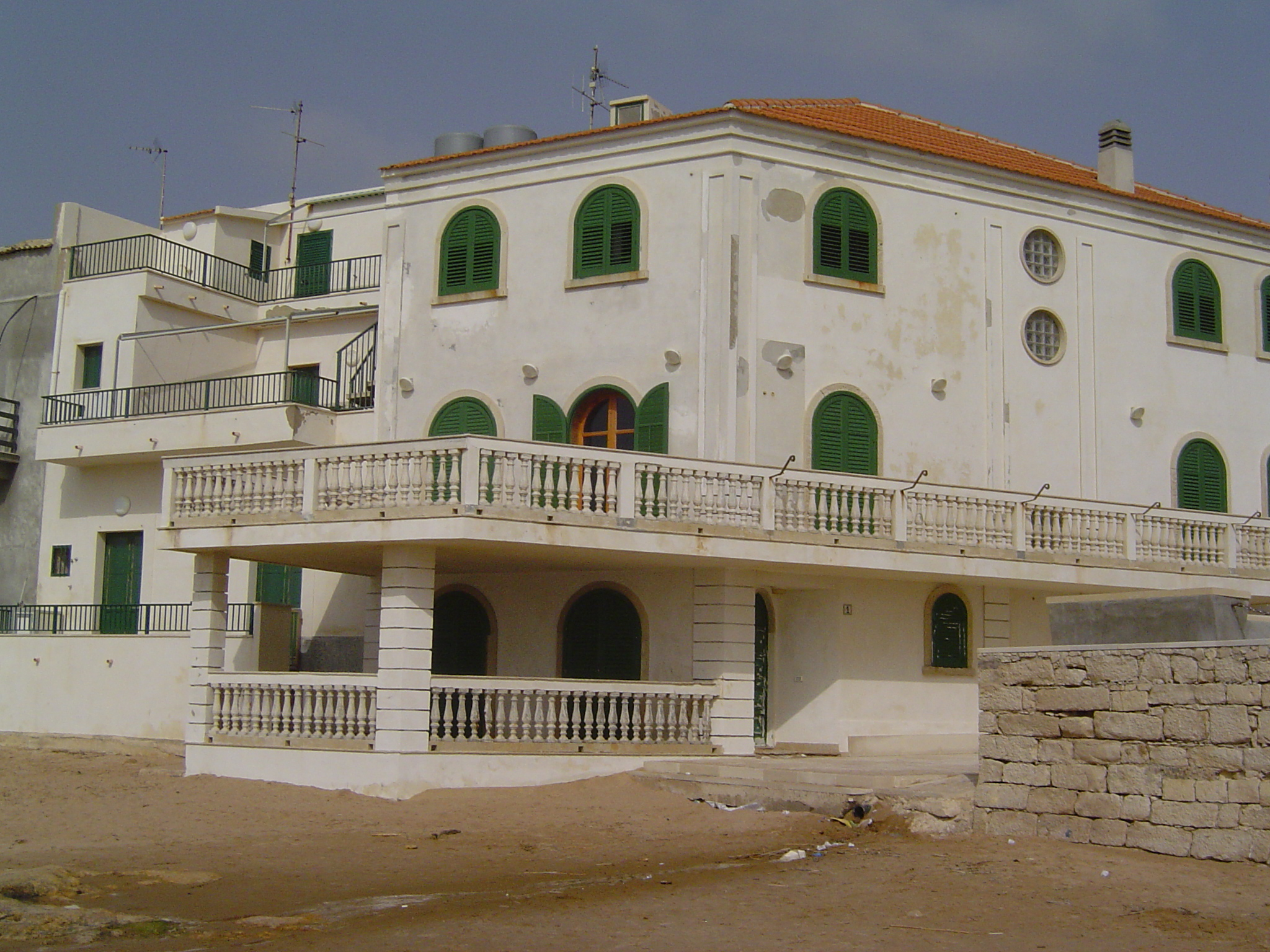
Montalbanos Haus in der Verfilmung

1999 begann das italienische Fernsehen RAI mit der Ausstrahlung der Serie Il Commissario Montalbano. Bisher (2021) wurden 30 Folgen auf Deutsch ausgestrahlt. Die Rolle des Commissario Montalbano wird vom italienischen Schauspieler Luca Zingaretti verkörpert. Montalbanos Freundin Livia Burlando wird von Katharina Böhm (Staffeln 1 bis 6), Lina Perned (Staffel 7) und Sonia Bergamasco (Staffel 8) gespielt. Die Drehbücher der Filme wurden von Francesco Bruni, Salvatore De Mola und Angelo Pasquini in enger Zusammenarbeit mit Andrea Camilleri verfasst und beschränken sich nicht auf eine genaue Reproduktion der literarischen Originale, sondern entwickeln Figuren und Schauplätze auf eigenständige Weise weiter.
Eine wichtige Rolle spielen in den Montalbano-Verfilmungen die Landschaften und Städte Siziliens. Die Filmaufnahmen stammen zumeist aus dem Osten Siziliens aus den Städten Scicli, Modica und Ragusa. Die in den Büchern beschriebenen Orte liegen in der Provinz Agrigent. Eine besondere Bedeutung für die Serie hat das Haus des Commissarios direkt am Meer. Das als Filmset benutzte Haus steht am Strand von Punta Secca in der Ortschaft Santa Croce Camerina.

### Bisher ausgestrahlte Filme
| Nr. | Italienischer Filmtitel (Erstausstrahlung) | Deutscher Filmtitel (Synchronisation)                         | Deutsche Erstausstrahlung         |
| --- | ------------------------------------------ | ------------------------------------------------------------- | --------------------------------- |
| 01  | Il ladro di merendine (1999)               | Der Dieb der süßen Dinge (2001) DVD-Titel: Tödliche Sühne     | 16.09.2001 (ZDF)                  |
| 02  | La voce del violino (1999)                 | Die Stimme der Violine (2001) DVD-Titel: Doppeltes Spiel      | 23.09.2001 (ZDF)                  |
| 03  | La forma dell' acqua (2000)                | Die Form des Wassers (2001) DVD-Titel: Tiefer Fall            | 02.09.2001 (ZDF)                  |
| 04  | Il cane di terracotta (2000)               | Der Hund aus Terracotta (2001) DVD-Titel: Über den Tod hinaus | 09.09.2001 (ZDF)                  |
| 05  | La gita a Tindari (2001)                   | Das Spiel des Patriarchen (2011)                              | 24.04.2011 (Servus TV)            |
| 06  | Tocco d’artista (2001)                     | Von der Hand des Künstlers (2011)                             | 17.04.2011 (Servus TV)            |
| 07  | Il senso del tatto (2002)                  | Liebe und Brüderlichkeit (2011)                               | 01.05.2011 (Servus TV)            |
| 08  | Gli Arancini di Montalbano (2002)          | Montalbanos Arancini (2011)                                   | 08.05.2011 (Servus TV)            |
| 09  | L’odore della notte (2002)                 | Der Kavalier der späten Stunde (2011)                         | 15.05.2011 (Servus TV)            |
| 10  | Gatto e cardellino (2002)                  | Der Kater und der Distelfink (2011)                           | 17.05.2011 (Servus TV)            |
| 11  | Il giro di boa (2005)                      | Das kalte Lächeln des Meeres (2011)                           | 29.05.2011 (Servus TV)            |
| 12  | Par Condicio (2005)                        | Gleichstand (2011)                                            | 05.06.2011 (Servus TV)            |
| 13  | La pazienza del ragno (2006)               | Die Passion des stillen Rächers (2011)                        | 19.06.2011 (Servus TV)            |
| 14  | Il gioco delle tre carte (2006)            | Kümmelblättchen (2011)                                        | 12.06.2011 (Servus TV)            |
| 15  | La vampa d’agosto (2008)                   | Die schwarze Seele des Sommers (2011)                         | 26.06.2011 (Servus TV)            |
| 16  | Le ali della sfinge (2008)                 | Die Flügel der Sphinx (2011)                                  | 03.07.2011 (Servus TV)            |
| 17  | La pista di sabbia (2008)                  | Die Spur des Fuchses (2011)                                   | 10.07.2011 (Servus TV)            |
| 18  | La luna di carta (2008)                    | Die dunkle Wahrheit des Mondes (2011)                         | 17.07.2011 (Servus TV)            |
| 19  | Il campo del vasaio (2011)                 | Das Ritual der Rache (2013)                                   | 02.07.2013 (Servus TV)            |
| 20  | La danza del gabbiano (2011)               | Der Tanz der Möwe (2013)                                      | 09.07.2013 (Servus TV)            |
| 21  | La caccia al tesoro (2011)                 | Die Jagd nach dem Schatz (2013)                               | 16.07.2013 (Servus TV)            |
| 22  | L’età del dubbio (2011)                    | Die Tage des Zweifels (2013)                                  | 23.07.2013 (Servus TV)            |
| 23  | Il sorriso di Angelica (2013)              | Angelikas Lächeln (2015)                                      | 20.07.2015 (Servus TV)            |
| 24  | Il gioco degli specchi (2013)              | Im Spiegelkabinett (2015)                                     | 27.07.2015 (Servus TV)            |
| 25  | Una voce di notte (2013)                   | Eine Stimme in der Nacht (2015)                               | 03.08.2015 (Servus TV)            |
| 26  | Una lama di luce (2013)                    | Düstere Vorahnung (2015)                                      | 10.08.2015 (Servus TV)            |
| 27  | Una faccenda delicata (2016)               | Eine heikle Angelegenheit (2021)                              | bisher nur auf DVD veröffentlicht |
| 28  | La piramide di fango (2016)                | Das Bild der Pyramide (2021)                                  | bisher nur auf DVD veröffentlicht |
| 29  | Un covo di vipere (2017)                   | Das Nest der Schlangen (2021)                                 | bisher nur auf DVD veröffentlicht |
| 30  | Come voleva la prassi (2017)               | Gängiger Praxis entsprechend (2021)                           | bisher nur auf DVD veröffentlicht |
| 31  | La giostra degli scambi (2018)             | Das Karussell der Verwechslungen (2025)                       | bisher nur auf DVD veröffentlicht |
| 32  | Amore (2018)                               | Liebe (2025)                                                  | bisher nur auf DVD veröffentlicht |
| 33  | L'altro capo del filo (2019)               | Das Ende des Fadens (2025)                                    | bisher nur auf DVD veröffentlicht |
| 34  | Un diario del '43 (2019)                   | Ein Tagebuch von 1943 (2025)                                  | bisher nur auf DVD veröffentlicht |
| 35  | Salvo amato, Livia mia (2020)              | (synchronisiert, aber noch nicht veröffentlicht)              | (noch keine Ausstrahlung)         |
| 36  | La rete di protezione (2020)               | (synchronisiert, aber noch nicht veröffentlicht)              | (noch keine Ausstrahlung)         |
| 37  | Il metodo Catalanotti (2021)               | (synchronisiert, aber noch nicht veröffentlicht)              | (noch keine Ausstrahlung)         |

Den meisten Filmen liegen die Stoffe der gleichnamigen Kriminalromane zugrunde. Die Reihenfolge, in der die Episoden ausgestrahlt wurden, entspricht jedoch nicht durchgängig der Erscheinungsfolge der Romane.
Als Vorlage für die anderen Filme dienten einzelne oder mehrere kombinierte Kurzgeschichten aus drei Kurzgeschichten-Sammelbänden:

• Un mese con Montalbano (1998, deutsch: Das Paradies der kleinen Sünder, 2001): Folgen 6, 10, 12, 21 und 27, 32

• Gli arancini di Montalbano (1999, deutsch: Die Nacht des einsamen Träumers, 2002): Folgen 7, 8, 10, 12, 14, 27 und 30, 32

• Morte in mare aperto e altre indagini del giovane Montalbano (2014, deutsch: Der ehrliche Dieb: Commissario Montalbano hat ein Herz für kleine Sünder, 2015): Folge 30.
Das deutsche ZDF hat die ersten vier Folgen synchronisiert und unter eigenen (von den Buchtiteln abweichenden) Titeln ausgestrahlt, die Reihe danach aber nicht fortgesetzt. Alle weiteren Filme (außer den vier Episoden der 10. und 11. Staffel von 2016 und 2017) wurden vom österreichischen Privatsender Servus TV synchronisiert und ausgestrahlt. Alle Folgen in deutscher Synchronisation werden auf DVD vertrieben.

## FernsehserieIl giovane Montalbano
Seit Februar 2012 strahlt das italienische Fernsehen RAI ein Prequel zur Fernsehserie „Il Commissario Montalbano“ aus. Es werden Geschichten des jungen Montalbano gezeigt. Es entstanden 6 Folgen. Seit Oktober 2015 werden 6 weitere Folgen gezeigt. Die Rolle des Commissario spielt Michele Riondino, die Regie führt Gianluca Maria Tavarelli.
Die Drehbücher der ersten sechs Filme beziehen sich auf Kurzgeschichten aus den Büchern Das Paradies der kleinen Sünder (2001), Die Nacht des einsamen Träumers (2002), Die Rache des schönen Geschlechts (2004) und Der falsche Liebreiz der Vergeltung (2005). Den sechs Filmen der zweiten Staffel liegen die Kurzromane aus der Sammlung Morte in mare aperto e altre indagini del giovane Montalbano (2014, deutsch Der ehrliche Dieb: Commissario Montalbano hat ein Herz für kleine Sünder, 2015), weitere fünf Kurzgeschichten aus Das Paradies der kleinen Sünder (2001) sowie zwei bisher noch nicht auf Deutsch erschienene Erzählungen zugrunde. Eine deutsche Fassung der zweiten Staffel ist in Bearbeitung.

### Bisher ausgestrahlte Filme
| Nr. | Italienischer Filmtitel (Erstausstrahlung)          | Deutscher Filmtitel (Synchronisation) | Deutsche Erstausstrahlung |
| --- | --------------------------------------------------- | ------------------------------------- | ------------------------- |
| 1   | La prima indagine (23.02.2012)                      | Montalbanos erster Fall               | 30.07.2013 (Servus TV)    |
| 2   | Capodanno (01.03.2012)                              | Silvester                             | 06.08.2013 (Servus TV)    |
| 3   | Ritorno alle origini (08.03.2012)                   | San Calorio                           | 13.08.2013 (Servus TV)    |
| 4   | Ferito a morte (15.03.2012)                         | Ein teuflischer Plan                  | 20.08.2013 (Servus TV)    |
| 5   | Il terzo segreto (22.03.2012)                       | Das dritte Geheimnis                  | 27.08.2013 (Servus TV)    |
| 6   | Sette lunedì (29.03.2012)                           | Sieben Montage                        | 03.09.2013 (Servus TV)    |
| 7   | L'uomo che andava appresso ai funerali (14.09.2015) | (noch keine Übersetzung)              | (noch keine Ausstrahlung) |
| 8   | La stanza numero due (21.09.2015)                   | (noch keine Übersetzung)              | (noch keine Ausstrahlung) |
| 9   | Morte in mare aperto (28.09.2015)                   | (noch keine Übersetzung)              | (noch keine Ausstrahlung) |
| 10  | La transazione (05.10.2015)                         | (noch keine Übersetzung)              | (noch keine Ausstrahlung) |
| 11  | Il ladro onesto (12.10.2015)                        | (noch keine Übersetzung)              | (noch keine Ausstrahlung) |
| 12  | Un'albicocca (19.10.2015)                           | (noch keine Übersetzung)              | (noch keine Ausstrahlung) |

## Vigàta
Im April 2003 ergänzte die Gemeinde Porto Empedocle, der Geburtsort Camilleris, auf den Ortsschildern den Namen Porto Empedocle Vigàta. Vigàta ist der Name der imaginären Stadt, in der viele Romane Camilleris spielen. Dies wurde 2009 von Bürgermeister Calogero Firetto wieder rückgängig gemacht.
Die Frankfurter Allgemeine Zeitung berichtete im Mai 2011 über eine beabsichtigte vollständige Umbenennung der Heimatstadt von Camilleri in Vigàta.

### Interviews
- Mir wird Sizilien immer fehlen. Interview im Literaturmagazin Berliner Zimmer
- Signore Schlitzohr – Interview mit dem Buchjournal
- Kein amerikanischer Action-Polizist – Deutschlandfunk Buchmarkt
- Weniger auf Geld hören. Europa wird nur überleben, wenn man zu den Fundamenten zurückkehrt, in: Lettre International 110, Herbst 2015, S. 57–60